# Jou-sous-Monjou
Pour les articles homonymes, voir Jou.
Jou-sous-Monjou est une commune française située dans le département du Cantal, en région Auvergne-Rhône-Alpes.

## Géographie

### Localisation
Jou-sous-Monjou est un village rural du Cantal jouxtant par le sud-est Vic-sur-Cère et situé à vol d'oiseau à 18 km à l'est d'Aurillac, 25 km au sud-ouest de Murat, 34 km à l'ouest de Saint-Flour et 65 km au nord de Rodez.
Le sentier de grande randonnée GR 465 passe en limite est de la commune.
Elle se trouve dans la zone d'emploi d'Aurillac et dans le bassin de vie de Laguiole.

### Communes limitrophes
Les communes limitrophes sont  Badailhac, Pailherols, Raulhac, Saint-Clément et Vic-sur-Cère.
| Vic-sur-Cère | Saint-Clément   |            |
|              | Jou-sous-Monjou | Pailherols |
| Badailhac    | Raulhac         |            |

### Géologie et relief
La superficie de la commune est de 6,16 km2 ; son altitude varie de 694  à   1 056 mètres.

### Hydrographie

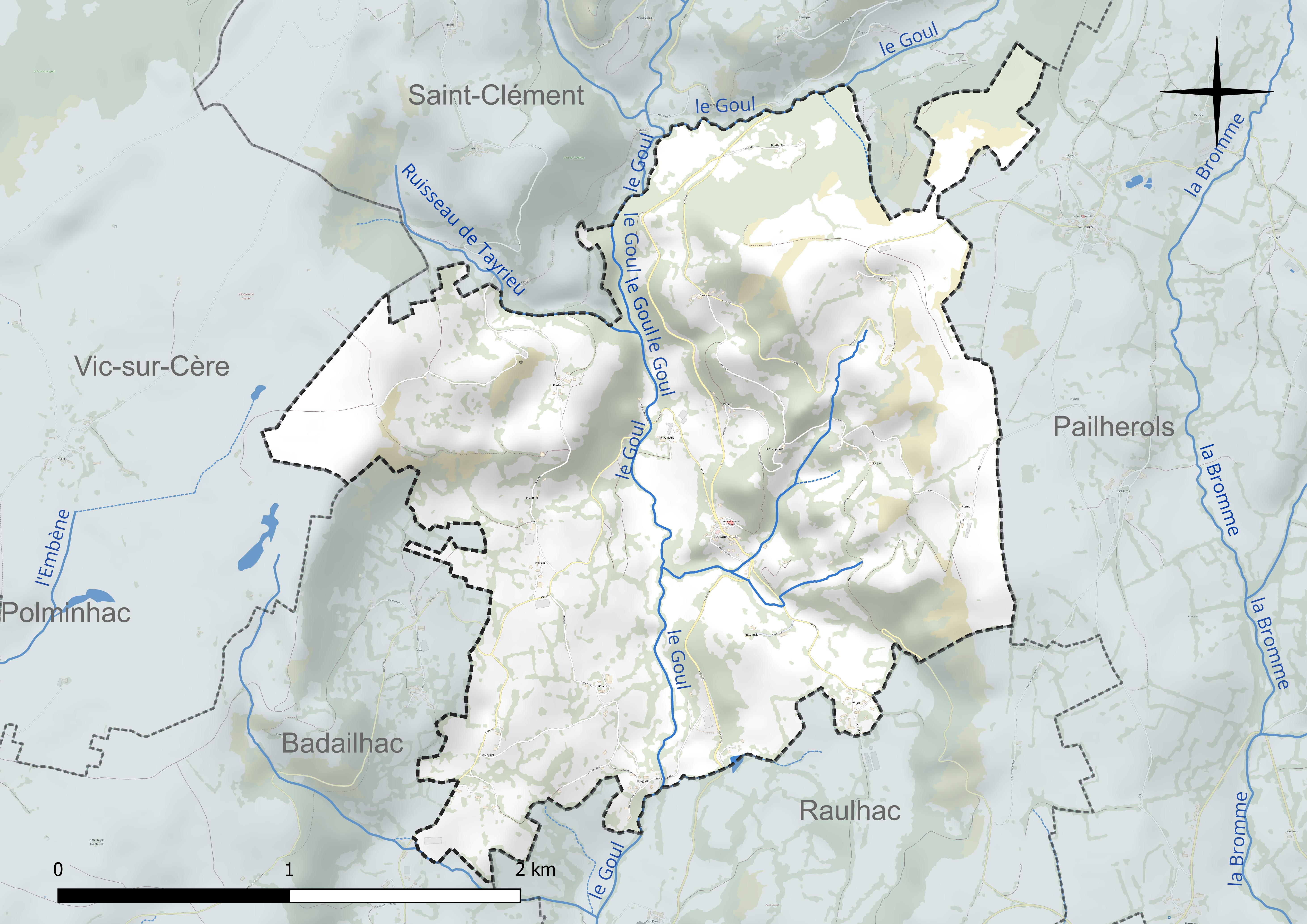
Carte hydrographique de la commune.

La commune est drainée par le Goul, un affluent de la Truyère en rive droite, donc un sous-affluent de la Garonne, par le Lot.

### Climat
Pour des articles plus généraux, voir Climat d'Auvergne-Rhône-Alpes et Climat du Cantal.
En 2010, le climat de la commune est de type climat de montagne, selon une étude du CNRS s'appuyant sur une série de données couvrant la période 1971-2000. En 2020, Météo-France publie une typologie des climats de la France métropolitaine dans laquelle la commune est exposée à un climat de montagne ou de marges de montagne et est dans la région climatique Ouest et nord-ouest du Massif Central, caractérisée par une pluviométrie annuelle de 900 à 1 500 mm, maximale en automne et en hiver.
Pour la période 1971-2000, la température annuelle moyenne est de 9,4 °C, avec une amplitude thermique annuelle de 15,4 °C. Le cumul annuel moyen de précipitations est de 1 597 mm, avec 13,4 jours de précipitations en janvier et 8,4 jours en juillet. Pour la période 1991-2020, la température moyenne annuelle observée sur la station météorologique de Météo-France la plus proche, sur la commune de Marmanhac à 16 km à vol d'oiseau, est de 10,6 °C et le cumul annuel moyen de précipitations est de 1 461,7 mm,. Pour l'avenir, les paramètres climatiques de la commune estimés pour 2050 selon différents scénarios d'émission de gaz à effet de serre sont consultables sur un site dédié publié par Météo-France en novembre 2022.

## Urbanisme

### Typologie
Au 1er janvier 2024, Jou-sous-Monjou est catégorisée commune rurale à habitat très dispersé, selon la nouvelle grille communale de densité à 7 niveaux définie par l'Insee en 2022.
Elle est située hors unité urbaine et hors attraction des villes,.

### Occupation des sols

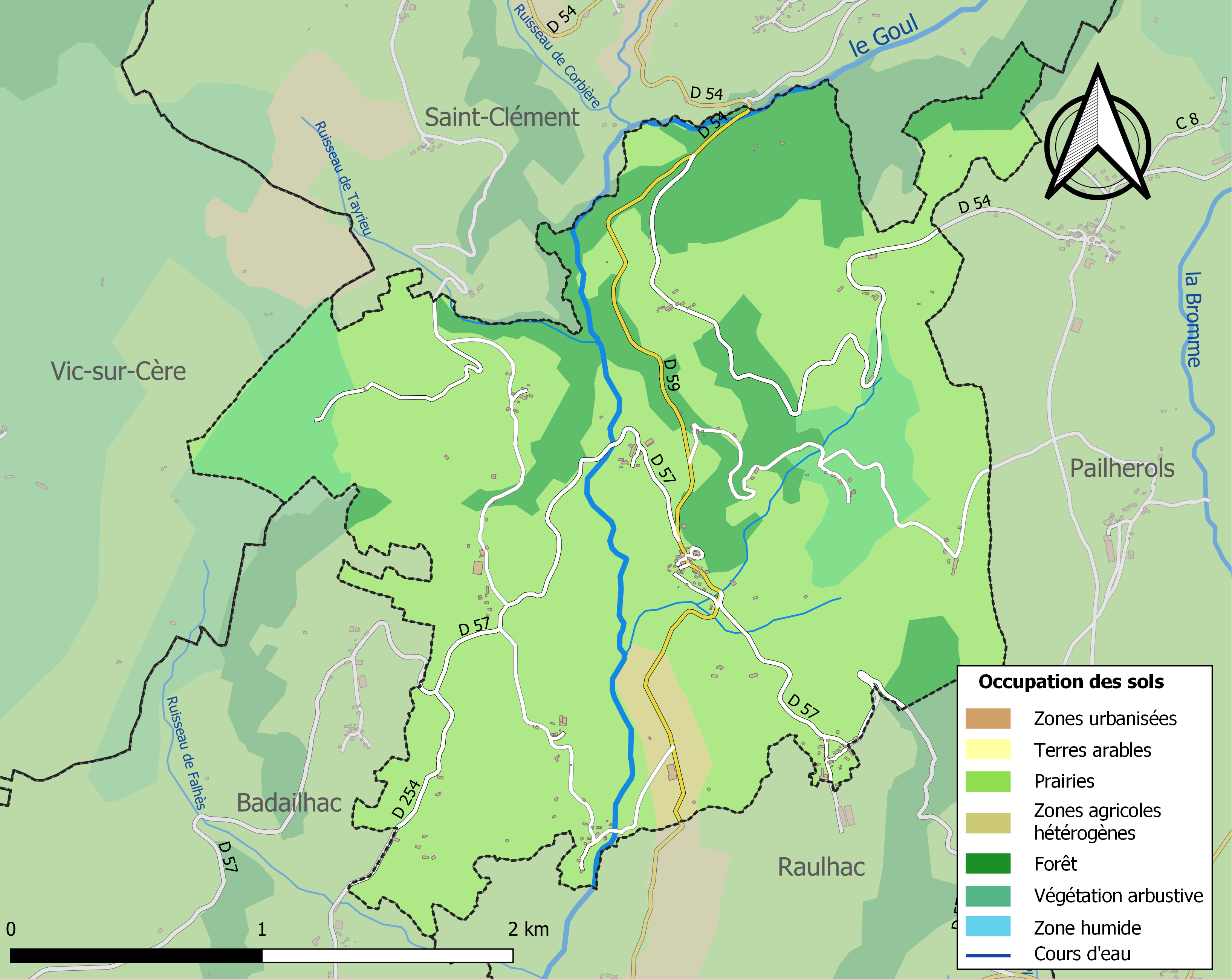
Carte des infrastructures et de l'occupation des sols de la commune en 2018 (CLC).

L'occupation des sols de la commune, telle qu'elle ressort de la base de données européenne d’occupation biophysique des sols Corine Land Cover (CLC), est marquée par l'importance des territoires agricoles (72,3 % en 2018), une proportion identique à celle de 1990 (72,3 %). La répartition détaillée en 2018 est la suivante : 
prairies (69,8 %), forêts (18,7 %), milieux à végétation arbustive et/ou herbacée (9 %), zones agricoles hétérogènes (2,5 %). L'évolution de l’occupation des sols de la commune et de ses infrastructures peut être observée sur les différentes représentations cartographiques du territoire : la carte de Cassini (XVIIIe siècle), la carte d'état-major (1820-1866) et les cartes ou photos aériennes de l'IGN pour la période actuelle (1950 à aujourd'hui).

### Habitat et logement
En 2021, le nombre total de logements dans la commune était de 100, alors qu'il était de 102 en 2016 et de 93 en 2011.
Parmi ces logements, 54 % étaient des résidences principales, 36,8 % des résidences secondaires et 9,2 % des logements vacants. Ces logements étaient pour 95 % d'entre eux des maisons individuelles et pour 2,7 % des appartements.
Le tableau ci-dessous présente la typologie des logements à Jou-sous-Monjou en 2021 en comparaison avec celle du Cantal et de la France entière. Une caractéristique marquante du parc de logements est ainsi une proportion de résidences secondaires et logements occasionnels (36,8 %) supérieure à celle du département (20,6 %) et à celle de la France entière (9,7 %).
| Typologie                                               | Jou-sous-Monjou | Cantal | France entière |
| ------------------------------------------------------- | --------------- | ------ | -------------- |
| Résidences principales (en %)                           | 54              | 67,8   | 82,2           |
| Résidences secondaires et logements occasionnels (en %) | 36,8            | 20,6   | 9,7            |
| Logements vacants (en %)                                | 9,2             | 11,7   | 8,1            |

## Politique et administration

### Rattachements administratifs et électoraux

#### Rattachements administratifs
La commune se trouve dans l'arrondissement d'Aurillac du département du Cantal.
Elle faisait partie depuis 1793 du canton de Vic-sur-Cère. Dans le cadre du redécoupage cantonal de 2014 en France, cette circonscription administrative territoriale a disparu, et le canton n'est plus qu'une circonscription électorale.

#### Rattachements électoraux
Pour les élections départementales, la commune fait partie depuis 2014 d'un nouveau canton de Vic-sur-Cère porté de 12 à 23 communes.
Pour l'élection des députés, elle fait partie de la première circonscription du Cantal.

### Intercommunalité
Jou-sous-Monjou est membre de la petite communauté de communes Cère et Goul en Carladès, un établissement public de coopération intercommunale (EPCI) à fiscalité propre créé en 2001 et auquel la commune a transféré un certain nombre de ses compétences, dans les conditions déterminées par le code général des collectivités territoriales.

### Liste des maires
| Période                                  | Période                        | Identité               | Étiquette | Qualité                             |
| ---------------------------------------- | ------------------------------ | ---------------------- | --------- | ----------------------------------- |
| Les données manquantes sont à compléter. |                                |                        |           |                                     |
|                                          |                                |                        |           |                                     |
| avant 1988                               |                                | André Troupel          |           |                                     |
|                                          |                                |                        |           |                                     |
| mars 2001                                | mars 2008                      | Paul Sanz              |           |                                     |
| mars 2008                                | mai 2020                       | M. Dominique Julhe     | DVD       | Agriculteur                         |
| mai 2020,                                | 2023                           | M. Claude Courbeyrotte |           | Ouvrier qualifiés de type artisanal |
| mars 2023                                | En cours (au 30 novembre 2023) | Thierry Rougé          |           | Technicien                          |

## Population et société

### Démographie
L'évolution du nombre d'habitants est connue à travers les recensements de la population effectués dans la commune depuis 1793. Pour les communes de moins de 10 000 habitants, une enquête de recensement portant sur toute la population est réalisée tous les cinq ans, les populations de référence des années intermédiaires étant quant à elles estimées par interpolation ou extrapolation. Pour la commune, le premier recensement exhaustif entrant dans le cadre du nouveau dispositif a été réalisé en 2007.

En 2022, la commune comptait 107 habitants, en évolution de +0,94 % par rapport à 2016 (Cantal : −1,08 %, France hors Mayotte : +2,11 %).
| 1793 | 1800 | 1806 | 1821 | 1831 | 1836 | 1841 | 1846 | 1851 |
| ---- | ---- | ---- | ---- | ---- | ---- | ---- | ---- | ---- |
| 240  | 296  | 332  | 387  | 512  | 510  | 502  | 519  | 457  |

| 1856 | 1861 | 1866 | 1872 | 1876 | 1881 | 1886 | 1891 | 1896 |
| ---- | ---- | ---- | ---- | ---- | ---- | ---- | ---- | ---- |
| 465  | 440  | 410  | 437  | 413  | 403  | 430  | 424  | 422  |

| 1901 | 1906 | 1911 | 1921 | 1926 | 1931 | 1936 | 1946 | 1954 |
| ---- | ---- | ---- | ---- | ---- | ---- | ---- | ---- | ---- |
| 416  | 369  | 353  | 315  | 337  | 339  | 317  | 316  | 284  |

| 1962 | 1968 | 1975 | 1982 | 1990 | 1999 | 2006 | 2007 | 2012 |
| ---- | ---- | ---- | ---- | ---- | ---- | ---- | ---- | ---- |
| 299  | 247  | 202  | 168  | 143  | 136  | 116  | 113  | 116  |

| 2017 | 2022 | - | - | - | - | - | - | - |
| ---- | ---- | - | - | - | - | - | - | - |
| 102  | 107  | - | - | - | - | - | - | - |

## Culture locale et patrimoine

### Lieux et monuments
- L'église Notre-Dame-de-l'Assomption  Classé MH (1925)[20] : 
Église romane construite au XIIe siècle, sur les ruines d'un site carolingien[21] et remaniée après la guerre de Cent Ans puis au XVe siècle avec la construction de deux chapelles latérales. 
Située sur la place du village, on peut aisément en faire le tour et admirer les remarquables modillons décorés de couples, d'animaux, (loup, cerf, vache, serpent, oiseaux) et qui, à l'origine, ornaient le chevet puis déplacés sous la corniche des chapelles latérales. Le portail est d'une grande simplicité : trois voussures, quatre colonnes à chapiteaux décorés de motifs chevronnés. Dieu le père accueille les fidèles. A droite, on voit les traces d'une litre aux armes de la famille Delarbre d'Escalmels, bande noire que l'on peignait pour honorer le défunt.
Le chœur est plus étroit que la nef, symbolisant sans doute l'écart entre le monde terrestre et le monde céleste, entre les fidèles et les clercs. Cette césure, ailleurs souvent symbolisée par le jubé, est matérialisée ici par la saillie des murs donnant accès au chœur, d'autant que cette fermeture est accentuée par une inscription sur le chapiteau : Estote ergo S(an)c (tu)s su (m) dic (it) (dominus) « Soyez saint comme je suis saint dit le seigneur » (Lévitique 19, 2), un idéal de perfection presque inaccessible pour l'ensemble des mortels, réservé à quelques uns et soutenu par le chapiteau en dessous qui représente la foi inconditionnelle avec le sacrifice d'Abraham[22].
L'église est en danger en raison de l'affaissement du sol et de l'humidité. Une souscription parrainée par la Fondation du Patrimoine est ouverte pour financer les travaux de sauvegarde[23],[24].

- Le monument aux morts de la guerre de 1914-1918, construit en 1921, est dû au sculpteur Charles-Henri Pourquet[25].
- La croix située à côté de l'église date de 1879[26].
- Maisons,  fermes et manoirs.

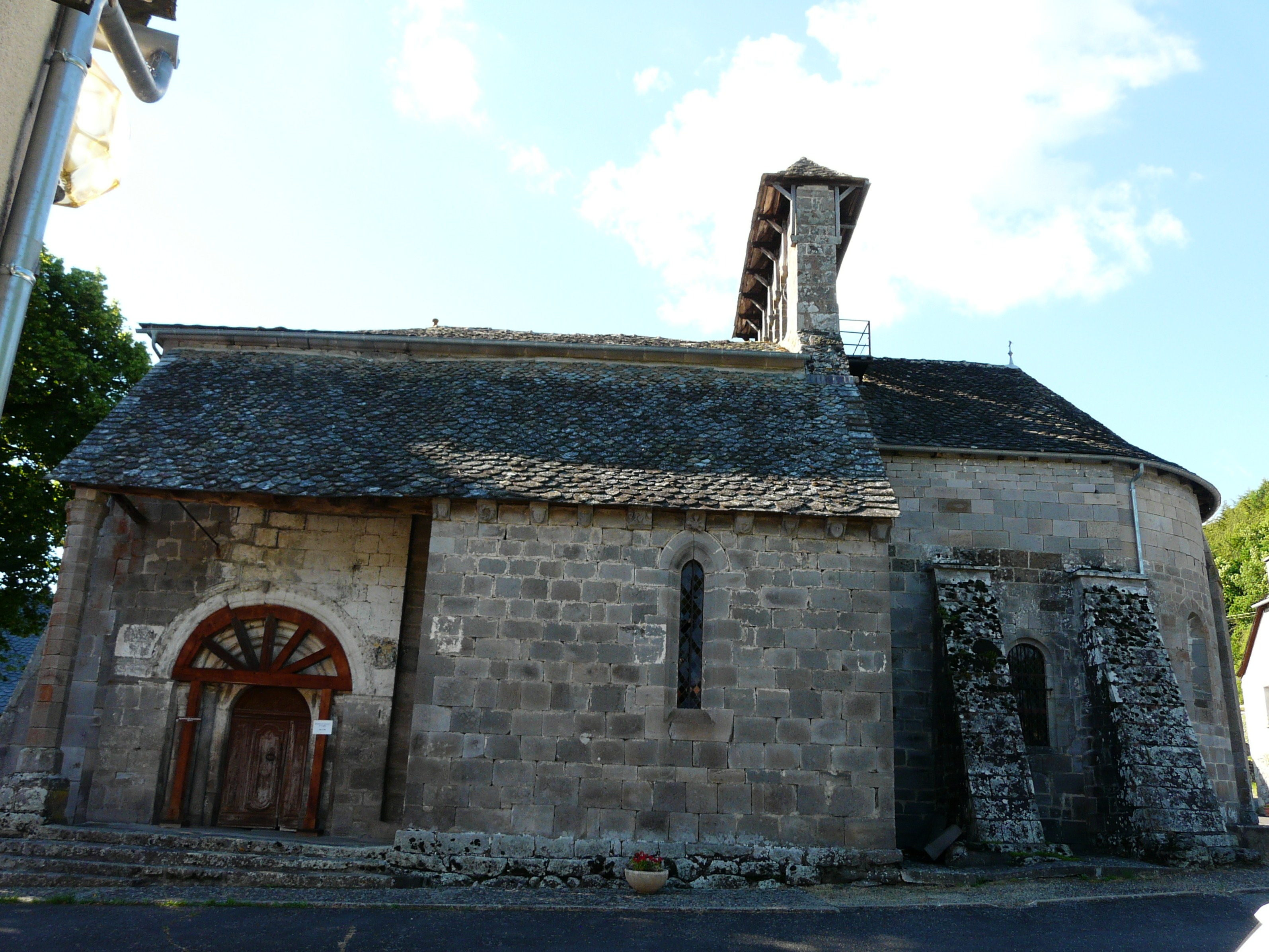
L'église.
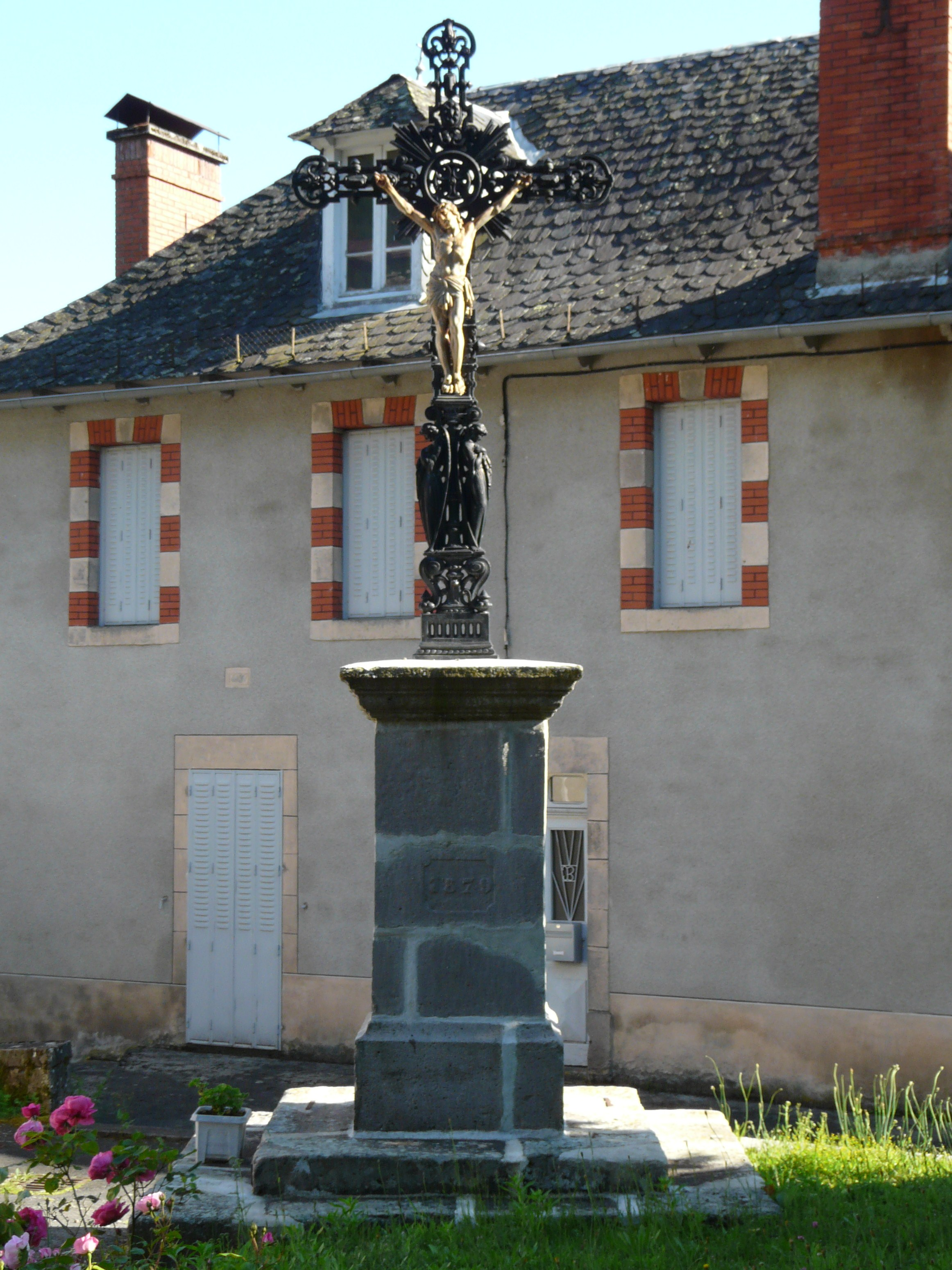
La croix de 1879.
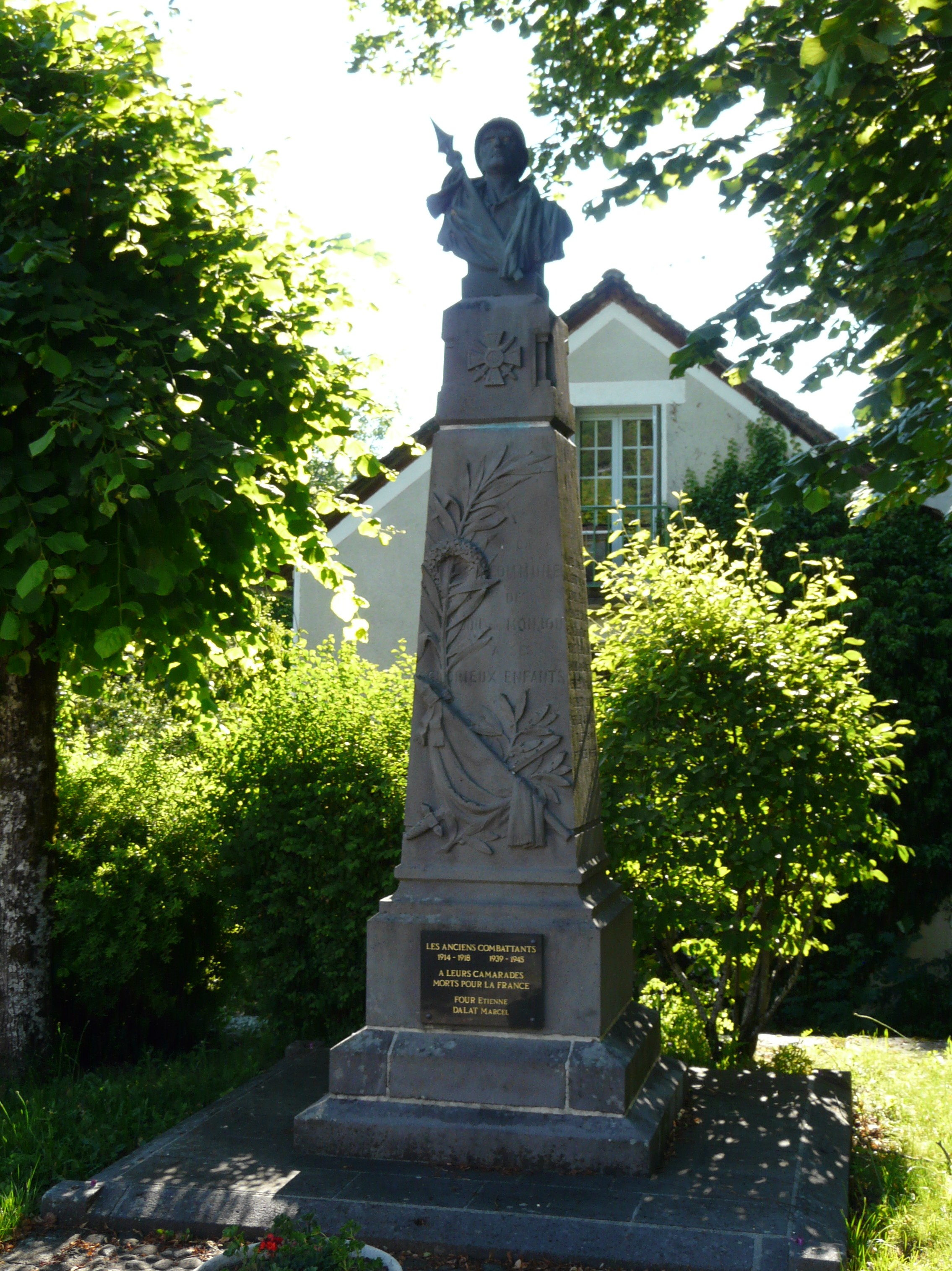
Le monument aux morts.

## Pour approfondir